# Desfontainia spinosa
La Desfontainiàcia (Desfontainiaceae) és una família de plantes amb flor.
En el sistema de classificació filogenètic APG II la família de les Desfontainiaceae es dona l'opció de segregar-la o no de la família Columelliaceae, pertany al clade Euasterids II i no s'assigna a cap ordre en concret
En el sistema Cronquist aquesta família apareix en l'ordre Rosales.
La família conté un sol gènere Desfontainia i una sola espècie: Desfontainia spinosa amb el nom en llengua maputxe a Xile de Taique. Planta forestal que arriba fins al límit altitudinal de la vegetació arbòria. És conreada com a planta ornamental.
La distribució d'aquesta espècie de la família desfontainiàcia és a Sud-amèrica als Andes, des de Costa Rica fins a l'extrem sud del continent.
Són arbres o arbusts de fules glabres (sense pilositat)similars a les del grèvol, de disposició oposada i persistents. Flors hermafrodites tubulars i fruit en baia blanca o groga.